# PGA Kampioenschap (Ierland)
Het PGA Kampioenschap van Ierland is een jaarlijks golfkampioenschap voor spelers die lid zijn van de Ierse PGA.
Matchplay
De eerste drie edities bestonden uit een strokeplay kwalificatie, waarna de beste acht spelers in matchplay verdergingen. 

In 1907 werd op Royal Portrush gespeeld. In de finale werd Bertie Snowball verslagen door Jim Edmundson, die op zijn thuisbaan speelde. In 1923 won hij het Pennsylvania Open van de  Amerikaanse PGA Tour.

In 1908 werd het kampioenschap op de Portmarnock Golf Club gespeeld, deze eindigde met dezelfde finalisten en dezelfde winnaar. 

In 1909 werd op de Royal County Down gespeeld. H Kidd werd in de finale verslagen door Michael Moran.
Strokeplay
In 1910 werd het toernooi een strokeplay kampioenschap. De eerste vier edities werden ook door Michael Moran gewonnen.

In 2010 heeft de 100ste editie plaatsgevonden. De trofee heette sinds 1940 de Willie Nolan Memorial Trophy, ter herinnering aan de winnaar van 1934. Hij overleed in 1939. Tegenwoordig is die Cup bestemd voor de winnaar van het Kampioenschap van Ierse Clubprofessionals.
Het toernooi staat bekend als het  Irish PGA Championship, het Irish National PGA Championship of het Smurfit Irish PGA Championship.
Het toernooi kent twee tienvoudige winnaars:  Harry Bradshaw en Christy O'Connor sr. Des Smyth en Pádraig Harrington wonnen het toernooi ieder zes keer. In 2014 werd het toernooi voor het eerst door een vrouw gewonnen, Hazel Kavanagh. Ze speelde vroeger op de Ladies European Tour.
| Matchplay - 1907: Jim Edmundson - 1908: Jim Edmundson - 1909: Michael Moran Strokeplay - 1910: Michael Moran - 1911: Michael Moran - 1912: Michael Moran - 1913: Michael Moran - 1914: Charles W Hope - 1915-1918: geen toernooi - 1919: Paddy O'Hare - 1920: Jimmy O'Hare - 1921: J Cromwell - 1922: J Martin - 1923: M O'Neill - 1924: M O'Neill - 1925: M O'Neill - 1926: Syd Fairweather - 1927: Paddy O'Hare - 1928: L Wallace - 1929: Hughie McNeill - 1930: Joe McCartney - 1931: Joe McCartney - 1932: Hughie McNeill - 1933: Jimmy Adams - 1934: Willie Nolan - 1935: Syd Fairweather - 1936: Joe McCartney - 1937: P J Mahon - 1938: P J Mahon - 1939: P J Mahon - 1940: Fred Daly - 1941: Harry Bradshaw - 1942: Harry Bradshaw - 1943: Harry Bradshaw - 1944: Harry Bradshaw | - 1945: John McKenna - 1946: Fred Daly - 1947: Harry Bradshaw - 1948: John McKenna - 1949: Christy Kane - 1950: Harry Bradshaw - 1951: Harry Bradshaw - 1952: Fred Daly - 1953: Harry Bradshaw - 1954: Harry Bradshaw - 1955: Ernie Jones - 1956: Christy Greene - 1957: Harry Bradshaw - 1958: Christy O'Connor sr. - 1959: Norman V Drew - 1960: Christy O'Connor sr. - 1961: Christy O'Connor sr. - 1962: Christy O'Connor sr. - 1963: Christy O'Connor sr. - 1964: Ernie Jones - 1965: Christy O'Connor sr. - 1966: Christy O'Connor sr. - 1967: Hugh Boyle - 1968: Christy Greene - 1969: Jimmy Martin - 1970: Hugh Jackson - 1971: Christy O'Connor sr. - 1972: Jimmy Kinsella - 1973: Jimmy Kinsella - 1974: Eddie Polland - 1975: Christy O'Connor sr. - 1976: Paddy McGuirk - 1977: Paddy Skerrit - 1978: Christy O'Connor sr. - 1979: Des Smyth - 1980: David Feherty - 1981: David Jones - 1982: David Feherty | - 1983: Liam Higgins - 1984: Martin Sludds - 1985: Des Smyth - 1986: Des Smyth - 1987: Philip Walton - 1988: Eamonn Darcy - 1989: Philip Walton - 1990: Des Smyth - 1991: Philip Walton - 1992: Eamonn Darcy - 1993: Martin Sludds - 1994: Darren Clarke - 1995: Philip Walton - 1996: Des Smyth - 1997: Paul McGinley - 1998: Pádraig Harrington - 1999: Neil Manchip - 2000: Paul McGinley - 2001: Des Smyth - 2002: Paul McGinley - 2003: Paul McGinley - 2004: Pádraig Harrington - 2005: Pádraig Harrington - 2006: David Mortimer - 2007: Pádraig Harrington - 2008: Pádraig Harrington - 2009: Pádraig Harrington - 2010: David Mortimer - 2011: Simon Thornton (269) - 2012: David Higgins (209) po - 2013: Michael McGeady (275) - 2014: Hazel Kavanagh |